# St. Josef (Oberndorf)

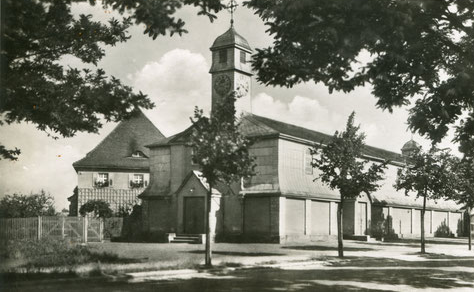
Notkirche St. Josef mit Pfarrhaus in der Bismarckstraße, in der Zwischenkriegszeit

Die katholische Pfarrkirche St. Josef (auch St. Josef der Bräutigam) ist eine Kirche im Schweinfurter Stadtteil Oberndorf.

## Lage
Die Notkirche St. Josef wurde unweit südwestlich des Hauptbahnhofs in der Bismarckstraße an der Ecke zur Korngasse errichtet. Nach dem Zweiten Weltkrieg wurde die Bismarckstraße in Engelbert-Fries-Straße umbenannt. Die Notkirche stand südöstlich des Pfarrhauses, während der Neubau von 1954 unweit nordöstlich des Pfarrhauses, an der Kettelerstraße errichtet wurde. Heute befindet sich die Kirche an der südlichen Auffahrtsrampe der Ende der 1960er Jahre errichteten Franz-Josef-Strauß-Brücke (Bahnüberführung).

## Vorgeschichte
Die Geschichte der Josefskirche ist eng mit dem Zuzug von überwiegend katholischen Fabrikarbeitern in den ersten Jahrzehnten des 20. Jahrhunderts verbunden. Zunächst wurden die katholischen Einwohner von Oberndorf von Bergrheinfeld aus betreut, ehe man im Jahr 1895 die Gemeinde in die Heilig-Geist-Kirche in Schweinfurt umpfarrte. Der Anteil der Katholischen stieg allerdings weiter, so dass der Pfarrer von Heilig-Geist 1913 bereits über 10.000 Gemeindemitglieder seelsorgerisch zu versorgen hatte.

## Notkirche

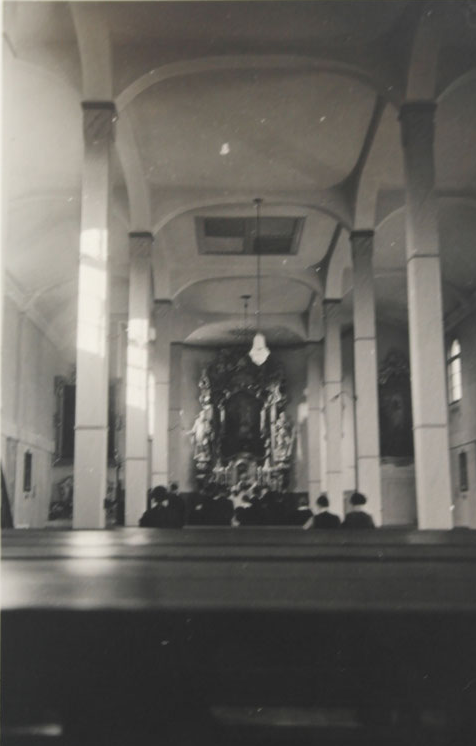
Notkirche St. Josef Innenansicht im Jahre 1935

Im Jahr 1921 entstand dann schließlich in der Bismarckstraße eine Notkirche für die katholischen Christen. Sie war vom Baurat Seefried entworfen worden und wurde unter der örtlichen Bauleitung des Architekten Rudolf Metzger errichtet. Die Notkirche entstand aus Teilen des Mannschaftslagers Hammelburg und galt bald als „die schönste und praktischste aller Notkirchen in ganz Bayern“. Am 31. Oktober 1922 erhob man schließlich Oberndorf zur eigenen Pfarrei.
Die St.-Josefs-Notkirche wurde im Bombenkrieg am 14. Oktober 1943 getroffen und brannte vollständig nieder. Zunächst wurden die Gottesdienste im Pfarrhaus, das stehen blieb, abgehalten und später im Jugendheim. Kurz nach Ende des Krieges entstand wiederum eine Notkirche, die diesmal aus Betonfertigteilen nach einem Entwurf des Baubüros der Schweinfurter Firma FAG Kugelfischer von Baumeister Michael Markert geschaffen wurde.

## Heutige Kirche
Bereits 1953 begann der Bau einer neuen Pfarrkirche. Als Architekten hatte man den Würzburger Fritz Lill gewinnen können. Am 30. und 31. Oktober 1954 weihte der Würzburger Bischof Julius Döpfner die Kirche zu Ehren des katholischen heiligen Josefs. Erstmals renoviert wurde die Kirche 1980/81. Zu diesem Zeitpunkt passte man die Kirche auch den neuen Anforderungen nach dem Zweiten Vatikanischen Konzil an.

### Architektur
Die Josefskirche ist geostet und präsentiert sich als schlichte Werkhalle mit einem Satteldach. Statt eines Glockenturmes wurde in einiger Entfernung ein 35 Meter hoher Campanile errichtet. Auf der Höhe des Glockenstuhls brachte man das Bild eines Posaunenengels an, das mit seinem Pendant auf der Salvatorkirche in der Altstadt korrespondiert. Das Haus wird lediglich von zwei wandhohen Industriefenstern durchlichtet. Eines wurde an der Fassade angebracht und das andere westlich des Altars.
Im Inneren erscheint die Kirche als Einheitsraum, wie es für die Kirchen der Nachkriegszeit typisch ist. Der Grundriss misst 40 auf 24 Meter. Im Mittelpunkt ist der Altar zu finden, der auf einem niedrigen Podest erbaut wurde. Dahinter führen mehrere Stufen zum Ambo, sodass dieser oberhalb der Gemeinde erscheint. Die Kirche trägt eine ähnliche Formensprache wie die benachbarten Werkhallen von Fichtel & Sachs (heute ZF Friedrichshafen).

### Ausstattung
Den Mittelpunkt der kirchlichen Ausstattung bildet ein großes Altargemälde hinter dem Altar an der Nordwand des Gebäudes. Es wurde in den 1950er Jahren von Franz Nagel geschaffen. Von ihm stammt auch das Deckengemälde in Seccotechnik mit Kalkkaseinfarben. Es trägt den Titel „Endzeit“, mit einer Vielzahl von Halbkreisen, die um ein rotes Zentrum angeordnet wurden. Das Altarbild „Der Thronende und das Lamm“ zeigt den Gottvater.
Peter Vollert schuf die plastischen Figuren im Innenraum, rechts vom Altar den Nähr- und Pflegevater Josef mit dem Jesuskind. Links erscheint der goldene Tabernakelschrein. Ursprünglich schuf Heinrich Söller den Altar, die Sedilien und den Tabernakel – allerdings haben sich diese Objekte nicht erhalten. Vom Goldschmied Joseph Amberg stammt ein goldenes Vortragekreuz.
Ebenfalls dem heiligen Josef widmen sich die Glasfenster im östlichen Seitenschiff von Ludwig Martin. Die Kreuzwegstationen, die die Westwand der Kirche prägen, schuf Ludwig Bossle aus Bronze. Von Heinrich Söller hat sich eine Schutzmantelmadonna von 1954 erhalten. Das älteste Element in der Kirche ist eine Maria Immaculata aus der Zeit um 1700. Oswald Onghers schuf das Objekt für das Würzburger Kloster St. Afra. Sie gelangte aus der Heilig-Geist-Kirche hierher.